# Балкер

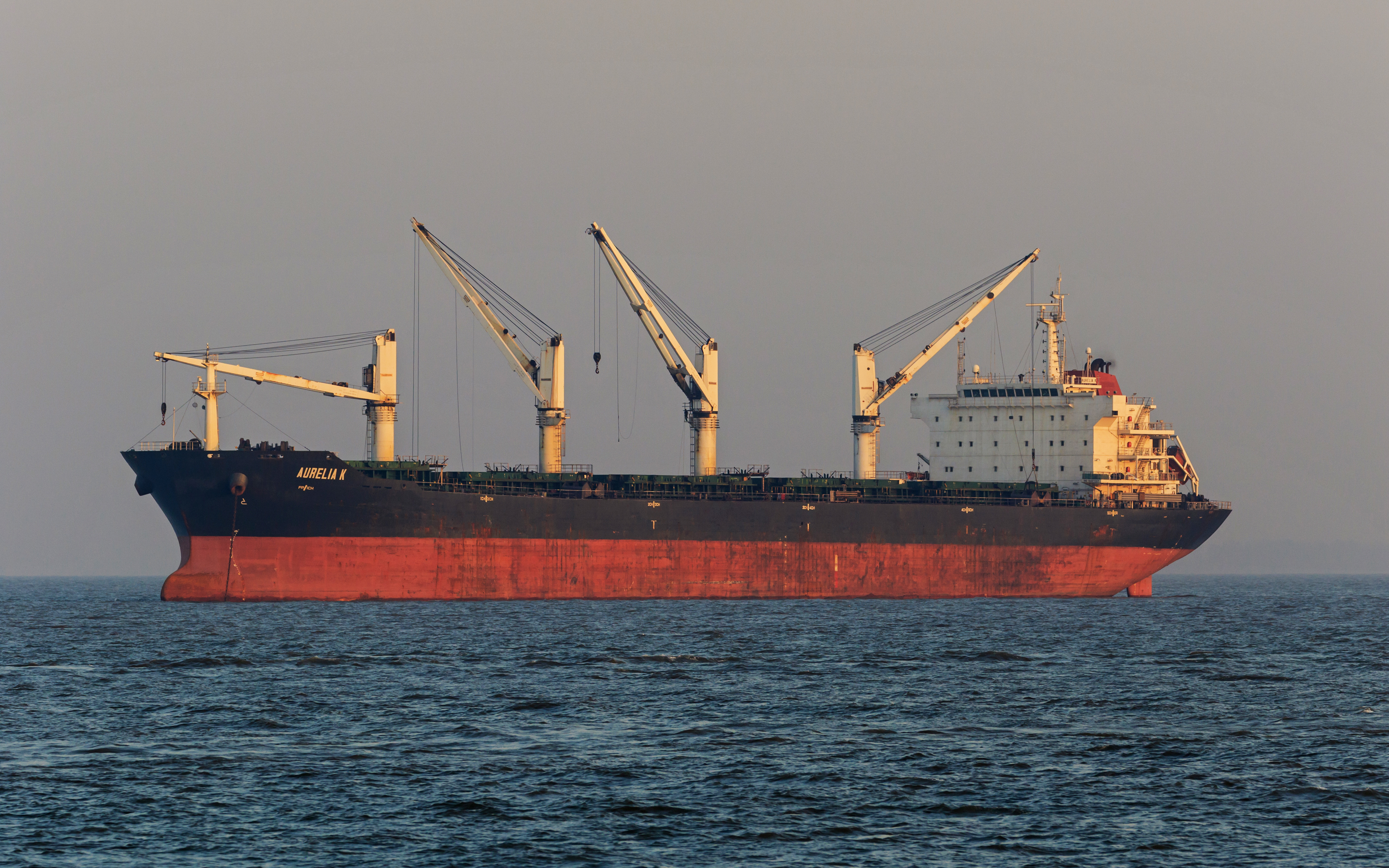
Балкер Aurelia K в Аравийском море

Ба́лкер (англ. bulker, агенс от bulk — «навалочный груз») или нава́лочник — специализированное судно для перевозки грузов насыпью (навалом), таких как зерно, уголь, руда, цемент. Балкер является разновидностью сухогруза. Первый балкер был построен в 1852 году, экономические факторы способствовали развитию этого типа судов, которые всё больше увеличивались в размерах и совершенствовались.
В начале 2009 года в работе находились 6864 балкеров суммарным дедвейтом 422 млн тонн. Сегодня балкеры составляют 40 % мирового торгового флота и различаются в размерах от минибалкеров-однотрюмников до рудовозов дедвейтом свыше 360 000 тонн. Различаются они и по способу погрузки/выгрузки и хранению груза. Одни зависят от береговых кранов и портовых сооружений, другие имеют собственные краны и системы погрузки/выгрузки, а некоторые даже способны упаковывать груз при погрузке. Больше, чем у половины балкеров греческие, японские или китайские судовладельцы и более 25 % зарегистрированы в Панаме. Абсолютное большинство балкеров на сегодняшний день строят в Юго-Восточной Азии.

## Определение

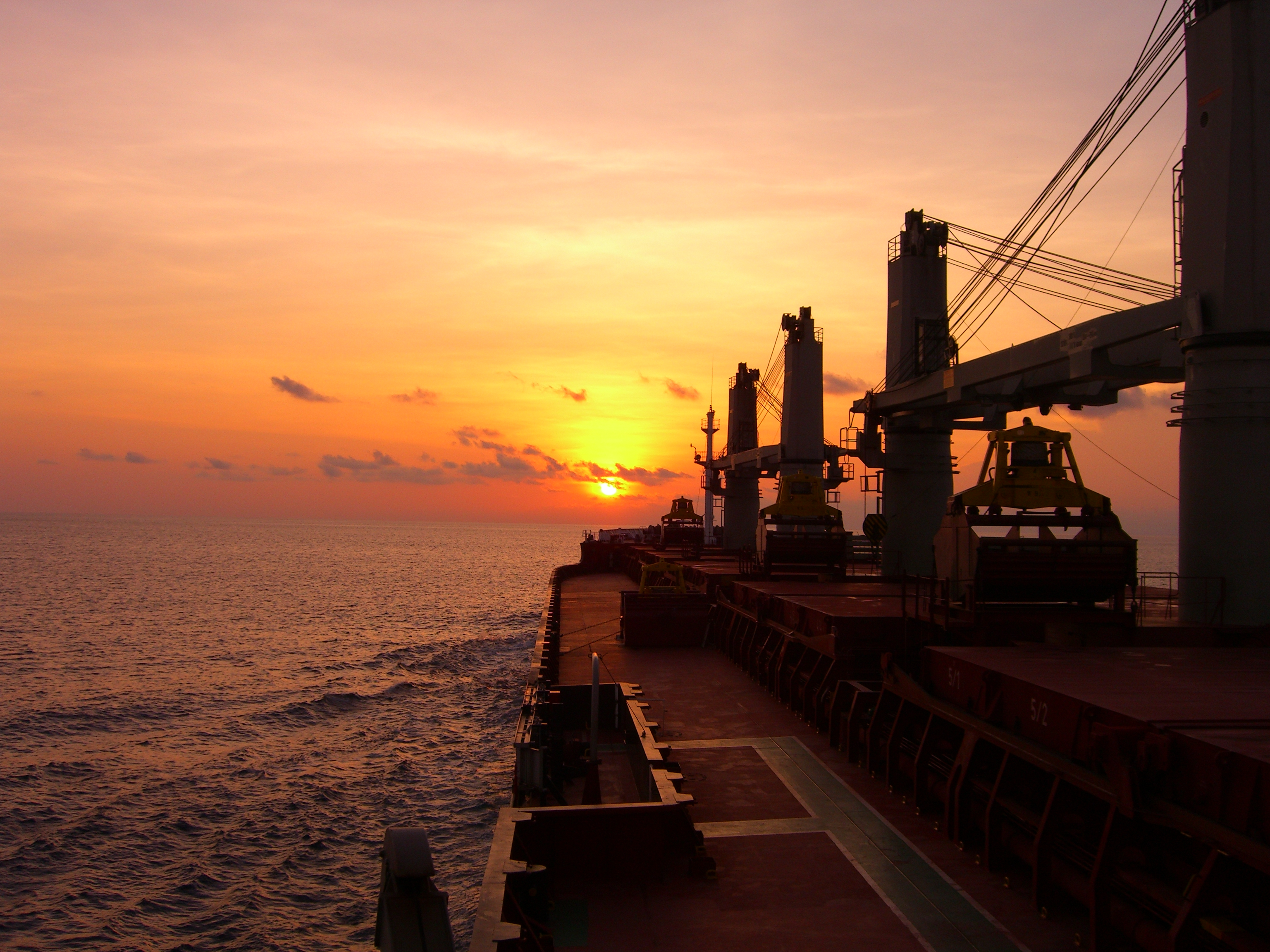
Балкер «Orientor 2»

Термин «балкер» появился лишь в 1955 году. Большинство классификационных обществ классифицируют балкер как судно, перевозящее сухой неупакованный груз. Однако это понятие не исключает такие суда, как многоцелевые, которые могут перевозить как груз насыпью, так и упакованный или негабаритный груз.
Существует множество сокращений, используемых для различных типов балкеров. «OBO» (сокращение от англ. ore — руда, bulk — насыпать и oil — нефть) обозначает суда, способные перевозить как насыпной груз, так и наливной, иногда используют аббревиатуру O/O (ore, oil). По аналогии с супертанкерами используют аббревиатуры «VLOC», «VLBC», «ULOC», «ULBC» (сокращения от англ. very large — очень большой, ultra large — ультра большой, ore carrier — рудовоз, bulk carrier — балкер).

## Развитие балкерного флота
История балкерного флота началась в 1852 году, когда британский пароход SS John Bowes сделал свой первый рейс, перевозя уголь. Благодаря стальному корпусу, паровому двигателю и совершенно новой балластной системе (до этого суда использовали в качестве балласта мешки с песком) первый балкер успешно конкурировал на британском рынке перевозки угля. Первый самовыгружающийся балкер Hennepin был построен в 1902 году и стал первым так называемым лэйкером (англ. lake — озеро). Первый дизельный балкер спустили на воду в 1911 году.
До Второй мировой войны балкеры перевозили небольшое количество груза — в среднем 25 млн тонн в год, причём бо́льшая часть этих грузов была рудой; в основном суда эксплуатировались в прибрежном плавании.
После Второй мировой войны балкерный флот вышел на новый уровень развития. Существенно возросшие в 1960-х годах потребности индустриальных стран в сырье побудили судовладельцев интенсивно наращивать свой балкерный флот и увеличивать размеры судов. Стремление к большим размерам привело к появлению в 1969 году 160 245-тонного балкера «Universe Aztec» (ныне «Locust»), предназначенного для перевозки промышленных солей из Мексики в Японию. В 1973 году был построен нефтерудовоз «Svealand» (затем однотипные ему «World Gala» и «Neckar Ore») дедвейтом 282 462 т.
В 1986 году на верфях Hyundai Heavy Industries был построен  балкер-рудовоз — «Berge Stahl» дедвейтом 364 767 т, длиной 343 м, шириной 65 м, осадкой 23 м. Дизель Hyundai B&W 7L90MCE развивает мощность 27 610 л. с., работая на один винт диаметром 9 м. Судно может обрабатываться в полном грузу лишь в двух портах в мире — в Понта да Мадейра (Terminal Marítimo de Ponta da Madeira) в Бразилии и в Европорту вблизи Роттердама. В эти порты его заводят или выводят только с наступлением прилива. Berge Stahl ходит между этими портами, совершая 10 рейсов в год, с грузом железной руды. Круговой рейс занимает порядка 5 недель. Только через 25 лет в 2011 году был построен более крупный балкер дедвейтом 402 347 т корейской судостроительной компанией Daewoo Shipbuilding & Marine Engineering для перевозки руды из Бразилии в Азию — «MS Vale Brasil». Его длина составляет 362 метра, что делает его одним из самых длинных судов в мире. 
В 2018 году на верфи Shanghai Waigaoqiao был построен самый большой в мире балкер Pacific Vision класса iVLOC (intelligent Very Large Ore Carrier) с интеллектуальными технологиями дедвейтом 399 999 т и длиной также 362 м. Литера «i» в обозначении класса означает, что судно оснащено интеграционной платформой, системой поддержки принятия решений на основе смарт-навигации, системой управления и оптимизации энергоэффективностью судов, а также системой эксплуатации и обслуживания смарт-судов.
Перевозки морем больших объёмов навалочных грузов имеют тенденцию устойчивого роста. С 1965 по 1980 год ежегодный прирост морских перевозок этих грузов составлял в среднем 9,5 %. Темпы роста за период с 1980 по 1990 год были более умеренными и составляли 2,6 % ежегодно. С 1990 по 2000 год — 2,3 % в год.
Одним из крупнейших по объёму транспортировки видов грузов является железная руда. Добыча железной руды тесно связана с производством стали. Мировое производство стали, резко возросшее в конце 1980-х годов, вызвало рекордное увеличение объёмов морских перевозок железной руды, достигших в 1989 году 362 млн т. В начале 1990-х годов последовало некоторое снижение перевозок руды, а затем дальнейший рост.
Морские перевозки второго из крупнейших по объёму навалочных грузов — угля — значительно увеличились со времени нефтяного кризиса 1970-х годов. Более всего это касается энергетического угля, который является более дешёвым источником энергии по сравнению с другими энергоносителями, например нефтью.

## Современное состояние балкерного рынка
В настоящее время загрузка балкерного флота составляет примерно 92—94 %. Состояние балкерного рынка определяется во многом ростом экономики Китая. Доля Китая в общем объёме импорта сухих грузов за последние 10 лет существенно выросла. Если в 2000 году страна ввезла 150 млн т грузов, то в 2009 году этот показатель составил уже 900 млн т — 40 % от совокупного объёма импорта сухих грузов в глобальном масштабе. Для сравнения, доля Японии составляет около 18 %, Евросоюза — 16,5 %, США — 2,5 %.
Существенно на динамику строительства новых балкеров повлиял кризис 2008—2010 годов. В 2009 году балкерный флот пополнился новыми судами суммарным дедвейтом 42 млн т. Это соответствует всего 62 % объявленных и запланированных к сдаче в 2008 году заказов.
Положительно на балкерном рынке сказываются заторы в крупных портах; таким образом повышается загрузка флота. С заторами сталкиваются порядка 5 % балкерного флота, в первую очередь, это актуально для судов capesize.
Прогнозируется, что спрос на балкерные перевозки будет увеличиваться, что связано с ростом импорта железной руды и угля в Китай, угля в Индию, а также с улучшением экономической ситуации в мире в целом.
По оценке брокеров, по состоянию на конец 2009 года пятилетний Panamax стоил порядка 34 млн долл., capesize такого же возраста — порядка 55 млн долл.

## Классификация

### По размеру

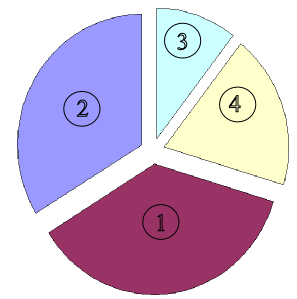
Мировое распределение балкерного флота в 2005 году по тоннажу. 1 — handymax (37 %); 2 — handysize (34 %); 3 — capesize (10 %); 4 — panamax (19 %)

При классификации судов учитываются особенности района плавания: глубины в проливах, каналах и прибрежных зонах; габариты шлюзов и их пропускная способность; условия навигации на внутренних водных путях. Навигационная обстановка на морских магистралях является основным фактором, из-за которого на габариты судов налагаются строгие ограничения.
В последние годы под влиянием развития мировой торговли и в связи со стремлениями повышать экономическую эффективность морских перевозок, происходят структурные изменения в составе мирового флота в сторону увеличения количества судов большей грузоподъёмности и большего размера. В связи с этим, для улучшения навигационной обстановки и для сокращения путей транспортирования на основных магистральных направлениях морских перевозок осуществляется реконструкция. Таким образом, параметры судов в группах с названиями «max» и «size» периодически меняются, то есть по времени эти группы не являются постоянными.
Балкеры делятся на 6 больших групп:
- мини-балкеры;
- seawaymax;
- handysize;
- handymax;
- panamax;
- capesize.

Другие категории встречаются в региональной торговле. Например, как Kamsarmax, с максимальной длиной 229 м, при которой судно может обрабатываться в порту Kamsar в Гвинейской Республике.

Другие обозначения определённых размеров, такие как Setouchmax, Dunkirkmax и Newcastlemax также относятся к региональной торговле.
| Классификация в соответствии с размерами | |
| Иллюстрация                              | Описание |
|                                          | Мини-балкеры с дедвейтом до 10 тыс. тонн предназначены в основном для каботажного плавания и по внутренним путям. Экипаж таких судов обычно не превышает 14 человек. |
|                                          | Определение Seawaymax относится к судам, максимальные размеры которых позволяют проходить водным путём Св. Лаврентия (название системы каналов и шлюзов от Монреаля до озера Эри, включая канал Уэлленда и водный путь по Великим озёрам) из Атлантического океана в Великие озера в Северной Америке. Максимальные размеры судов соответственно менее: длина — 225,6 м (740 футов), ширина — 23,8 м (78 футов), осадка — 7,9 м (26 футов). Кроме ограничений на шлюзах, имеются отдельные участки на каналах с лимитирующими осадками 12,5 м, 10,7 м, 11,3 м и 8,2 м. |
|                                          | Handysize (от англ. handy — удобный, size — размер) составляют 37 % всего балкерного флота по тоннажу. К Handysize относят балкеры дедвейтом от 15 до 50 тыс. тонн. Это группа судов с наиболее распространёнными размерами, их насчитывается свыше 2000 ед., суммарный дедвейт равен 43 млн т. Балкеры с размерами бо́льшими, чем у типа «хендисайз», относятся к типу «хендимакс». |
|                                          | Название Handymax (от англ. handy — удобный, max — максимальный) или «супрамакс» применяется к балкерам с дедвейтом 35—60 тыс. т. Суда «хендимакс» обычно имеют длину 150—200 м (492—656 футов). Хотя в некоторых странах, например, в Японии, суда, относящиеся к этому типу, имеют длину не более 190 м. Современные «хендимаксы» имеют дедвейт 52—58 тыс. т и 5 грузовых трюмов. Главной особенностью этого типа балкеров являются собственные краны (обычно 4-5) грузоподъёмностью в среднем 30 тонн, что позволяет им осуществлять грузовые работы дешевле а также швартоваться в портах, где не предусмотрены грузовые средства для погрузки/разгрузки балкеров. |
|                                          | Panamax балкеры названы так из-за ограничения в размерах судов, проходящих через Панамский канал: ширина до 32,31 м, длина наибольшая до 294,13 м, осадка до 12,04 м в пресной тропической воде, высота наибольшая — 57,91 м. Обычно грузовое судно типа «панамакс» имеет водоизмещение примерно 65 тыс. т. Появление большого числа «панамаксов» с предельными размерами создаёт определенные проблемы каналу. Эти суда требуют высокой точности установки в шлюзе и, следовательно, бо́льших затрат времени. Кроме того, их проводка осуществляется только в дневное время. Реконструкция Панамского канала была закончена к 2014 году. Новые шлюзы имеют размеры: длина — 427 м (1400 футов), ширина — 55 м (180 футов), допустимая осадка судов — 18,3 м (60 футов). Суда-контейнеровозы с такими параметрами получили названия «Panamax II». |
|                                          | Capesize (от англ. cape — мыс, size — размер) — суда, которые из-за своих больших размеров не могут проходить через Суэцкий (дедвейтом свыше 240 тыс. т) или Панамский каналы и огибают мыс Горн Южной Америки или мыс Доброй Надежды на юге Африки. Обычно они имеют дедвейт свыше 150 тыс. т. Есть рудовозы дедвейтом 400 тыс. т. Такие суда узкоспециализированы: 93 % перевозимого ими груза составляют уголь и руда. Иногда выделяют в отдельную группу суда типа VLOC, VLBC, ULOC, ULBC. Рост экономики Китая, с его большим спросом на сырьё, скопление судов в Суэце и Панамском канале, привели к увеличению спроса на суда типа «кейпсайз». |

### По виду перевозимых грузов

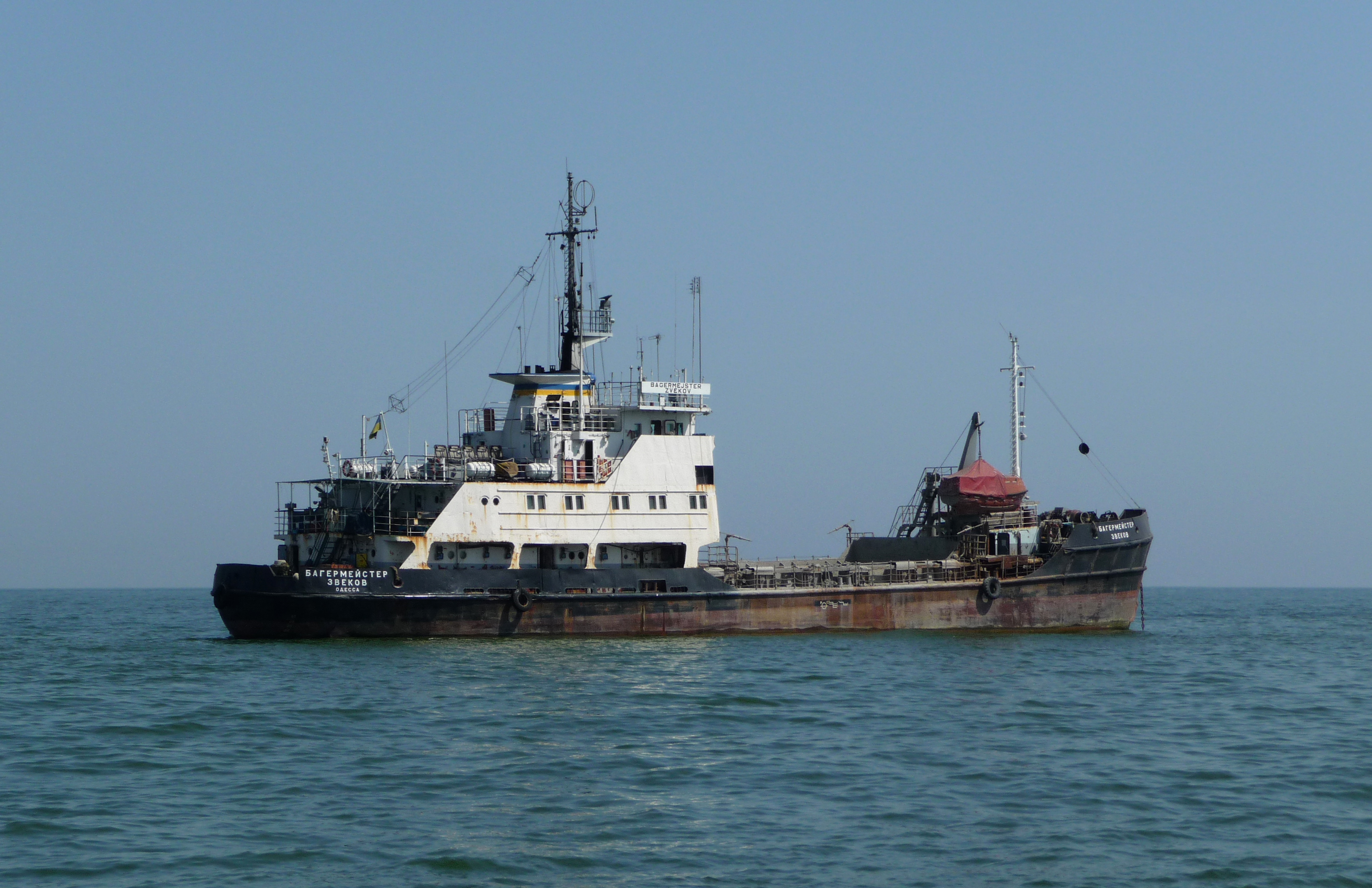
Саморазгружающаяся грунтоотвозная шаланда, типичный балкер для обслуживания дноуглубительных работ

Навалочных грузов существует множество, большинство из этих грузов перевозят универсальные балкеры. Но есть отдельные грузы, которые выгоднее перевозить узкоспециализированными судами. По виду перевозимых грузов «навалочники» делятся на:
- универсальные — способны перевозить любой навалочный груз, эти балкеры составляют более 80 % балкерного флота;
- нефтерудовозы, или ОВО — морские или речные грузовые суда, предназначенные для перевозки как наливных, так и насыпных грузов. Большую популярность этот тип судов имел в 1970-е годы. Основная идея создания таких судов — сокращение издержек за счёт снижения доли балластных переходов. Однако уже в 1980-х годах бум строительства таких судов пошёл на спад. Суда этого класса были очень востребованы в СССР, сейчас бо́льшая их часть эксплуатируется компанией «Волготанкер»;

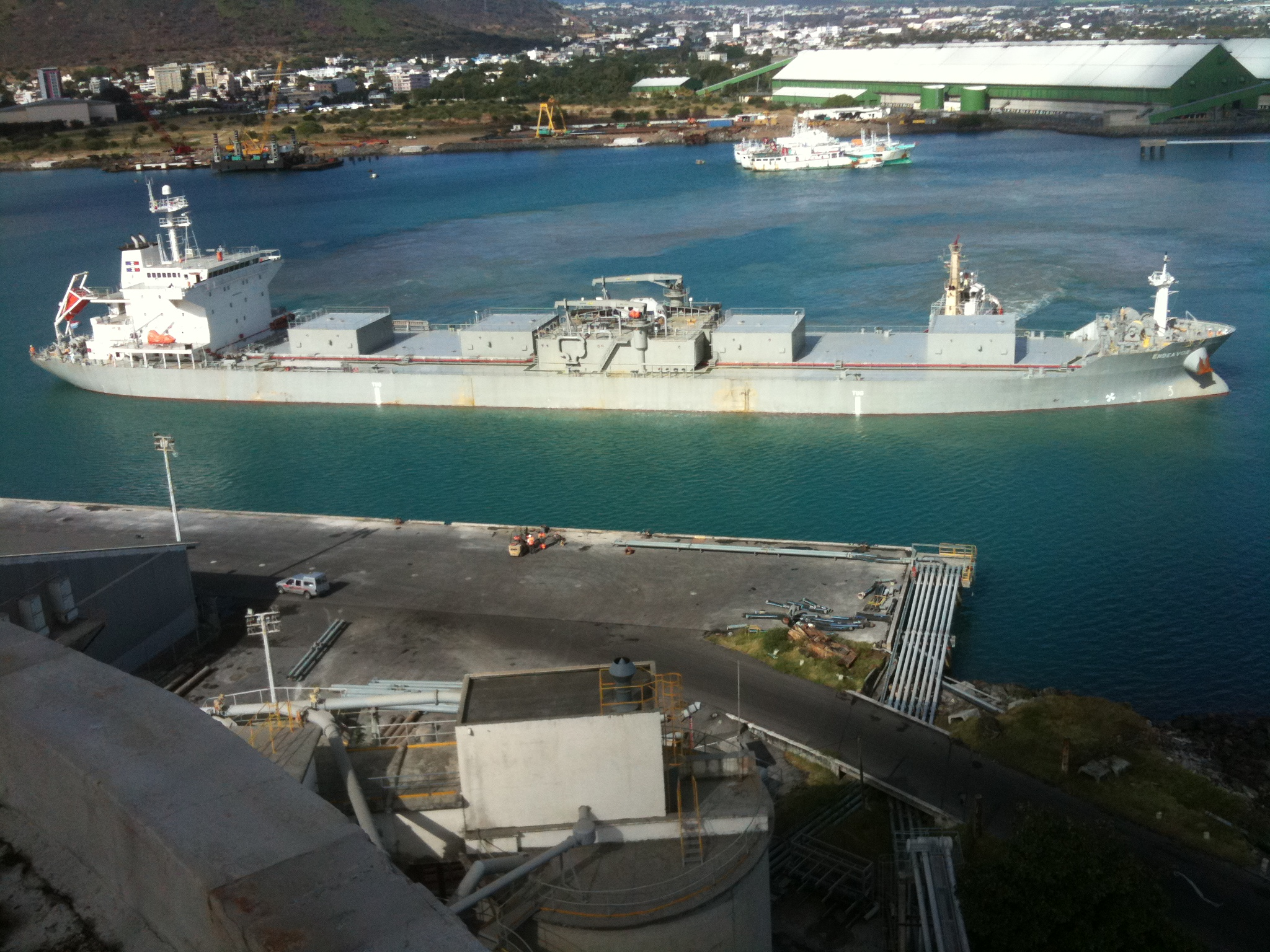
Судно-цементовоз «Endeavor» в бухте Порт-Луи, Маврикий

- рудовозы по конструктивным особенностям ничем не отличаются от обычных балкеров, но их отличают размеры, большинство судов типа VLBC, VLOC, ULBC и ULOC являются рудовозами;
- цементовозы предназначены специально для перевозки цемента (в основном портланд-цемента). Эти суда отличаются особенностями конструкции, большинство имеют систему самовыгрузки (пневматической, механической или комбинированной);
- зерновозы часто также выделяют в отдельную группу, так как некоторые судовладельцы используют определённые суда только под транспортировку зерна. Причин этому много: повышенная стоимость фрахта при перевозке зерна, исключение иных грузов, позволяющее избегать частой замывки трюмов, особенности перевозки зерновых и др.

### По конструктивным особенностям
Балкеры различаются не только по размерам, но и по конструктивным решениям, на которые влияют способ выгрузки/погрузки, виды перевозимых грузов, район плавания и др.
| Типы балкеров по конструктивным особенностям | |
| Иллюстрация                                  | Описание |
|                                              | Балкеры, оборудованные грузовыми устройствами, обычно представлены handysize и handymax типами, однако есть и небольшое количество panamax-судов. На борту таких судов есть краны, стрелы или конвейерные ленты, которые обеспечивают выгрузку/погрузку судна без помощи береговых грузовых устройств. Эти устройства придают балкерам такого типа большую гибкость, позволяя выбирать для грузовых работ практически любой порт, а иногда и на рейде порта. В качестве крановщиков могут выступать как члены команды, так и стивидоры. |
|                                              | Балкеры, не оборудованные грузовыми устройствами, зависят от берегового оборудования при погрузке и выгрузке. Это суда различных размеров; отсутствие специальных грузовых устройств позволяет избежать излишних затрат на постройку и обслуживание. Часто такие балкеры стоят на линии и имеют одни и те же порты выгрузки и погрузки, оборудованные собственными грузовыми средствами. |
|                                              | Нефтерудовозы, разработанные для перевозки и навалочного и наливного грузов, совмещают в себе конструктивные особенности как танкера, так и сухогруза. |
|                                              | Самовыгружающиеся суда используют для выгрузки конвейерную ленту и так называемый бум — стрела, рукав которой выходит на берег, по транспортной конвейерной ленте груз выгружается на берег. К этому же типу относятся и суда с пневматической выгрузкой. Несмотря на экономические преимущества использования таких судов, есть и ряд недостатков, главный из которых — частые поломки систем выгрузки. |
|                                              | Лэйкеры или «озёрники» эксплуатируются на Великих Озёрах, часто надстройка у таких судов перемещена в нос для более удобного прохождения шлюзов и речных путей. Размеры лэйкеров различны, но большинство из них относится к «сивэймаксам»; среди «озёрных грузовиков» часто встречаются самовыгружающиеся суда. Благодаря условиям эксплуатации в пресной воде срок службы «озёрников» намного больше морских судов. Самому старому судну, которое продолжает работать, больше ста лет, год его постройки — 1906                       |
|                                              | BIBO (сокращение от англ. Bulk In, Bags Out — насыпь внутрь, мешки наружу) — балкеры, оборудованые установкой упаковки в мешки груза при выгрузке. За один час такие балкеры могут выгрузить 300 тонн уже упакованного сахара. |